# Live at Budokan: Bonez Tour
Bonez Tour 2005: Live at Budokan es un DVD de la segunda gira de Avril Lavigne, Bonez Tour. Este se grabó el 10 de marzo de 2005 y BMG Japan lo publicó el 7 de diciembre de ese año únicamente en Japón.

## Lista de canciones
| N.º | Título                  | Duración |  |
| 1.  | «He Wasn't»             |          |  |
| 2.  | «My Happy Ending»       |          |  |
| 3.  | «Take Me Away»          |          |  |
| 4.  | «Freak Out»             |          |  |
| 5.  | «Unwanted»              |          |  |
| 6.  | «Anything But Ordinary» |          |  |
| 7.  | «Who Knows»             |          |  |
| 8.  | «I'm With You»          |          |  |
| 9.  | «Losing Grip»           |          |  |
| 10. | «Together»              |          |  |
| 11. | «Forgotten»             |          |  |
| 12. | «Tomorrow»              |          |  |
| 13. | «Nobody's Home»         |          |  |
| 14. | «Fall to Pieces»        |          |  |
| 15. | «Don't Tell Me»         |          |  |
| 16. | «Sk8er Boi»             |          |  |
| 17. | «Complicated»           |          |  |
| 18. | «Slipped Away»          |          |  |
| 19. | «Behind the Scenes»     |          |  |

## Créditos
- Grabado en el Nippon Budokan el 10 de marzo del 2005
- Grabado por FIP
- Producido y dirigido por Toru Uehara
- Editado por Joe Ueno para IMAGICA
- Todas las fotos hechas por Tony Mott
- Diseño de la caja de DVD hecho por Jam-0/John Rummen
- Mezclado por Tom Lord-Alge en South Beach Studios

-Fotografías en el bonus del backstage: 
- Dirigido por Ryuzo Hirata y Ryochiro Obata

-Banda
- Avril Lavigne: Voz, guitarra rítmica y piano
- Devin Bronson: Guitarra principal, coros
- Craig Wood: Segunda guitarra rítmica, coros
- Charles Moniz: Bajo
- Matt Brann: Batería

## Historial de lanzamiento
| Región | Edición          | Fecha                    | Discográfica |
| ------ | ---------------- | ------------------------ | ------------ |
| Japón  | Estándar         | 7 de diciembre del 2005  | BMG Japan    |
| Japón  | Edición limitada | 26 de noviembre del 2008 | BMG Japan    |

## Certificaciones
| País  | Organismo certificador | Certificación | Ventas  | Ref   |
| ----- | ---------------------- | ------------- | ------- | ----- |
| Japón | RIAJ                   | Oro           | 200 000 | [ 3 ] |

## Premios
| Año  | Ceremonia de premios | Premio            | Resultado |
| ---- | -------------------- | ----------------- | --------- |
| 2006 | Japan Golden Disc    | Mejor DVD del año | Ganadora  |